# Mamut de les estepes
El mamut de les estepes (Mammuthus trogontherii) fou una espècie de mamut que s'estengué a gran part del nord d'Euràsia i Nord-amèrica a finals del Plistocè (entre fa 600.000 i 250.000 anys). Probablement evolucionà a partir de poblacions siberianes de mamut meridional. Per tant, representa un primer estadi en l'evolució dels mamuts de l'estepa i de la tundra i és un avantpassat del mamut llanut.
Mesurava fins a 4,7 metres d'alçada a l'espatlla, cosa que el convertia en un dels proboscidis més grans que hagin viscut mai, juntament amb M. sungari i Deinotherium. Els seus ullals en forma d'espiral podien mesurar fins a 5,2 metres en mascles vells. Els mamuts de les estepes foren substituïts pels seus descendents, els mamuts llanuts, fa uns 150.000 anys. Els ullals de les femelles, en canvi, eren més prims i poc corbats.
L'exemple més complet conegut és d'una femella descoberta el 1996 a Kikinda (Sèrbia).